# Epic Records
Epic Records is een van de premiumlabels van muziekconcern Sony Music Entertainment. Het label werd opgericht in 1953 door Columbia Broadcasting System, als onderdeel van platenlabelgroep Columbia Records. In 1988 werd Columbia Records overgenomen door Sony Corporation en sindsdien maakt Epic deel uit van Sony Music, tegenwoordig onderdeel van Sony BMG Music Entertainment.
Epic is oorspronkelijk opgericht als label voor jazz en klassieke muziek. Maar door de jaren heen is het label getransformeerd naar een label met voornamelijk countrymuziek, rhythm-and-blues en rock.

## Artiesten
Enkele van de artiesten die Epic beroemd hebben gemaakt, zijn:
| - Audioslave - Anastacia - Avril Lavigne - Bad Religion - Camila Cabello - Jeff Beck - Boston - Céline Dion - Donovan - Duran Duran | - Gloria Estefan - Macy Gray - Michael Jackson (1978-2009) - Sean Kingston - KoRn - Cher Lloyd - Meat Loaf - Ellen Foley - Jennifer Lopez - George Michael | - Johnny Nash - Pearl Jam (1991 - 2003) - Rage Against the Machine - REO Speedwagon - Melanie Thornton - Meghan Trainor - Luther Vandross - Bobby Vinton - Ozzy Osbourne - Fifth Harmony |

## Trivia
- Epic Records kwam meerdere malen voor als werkplek van Audrina Patridge in het realityprogramma The Hills.